# Armor Alley
Armor Alley est un jeu vidéo d’action et de stratégie créé par Arthur Britto et publié par Three-Sixty Pacific en 1990 sur IBM PC et Apple Macintosh. Le jeu s’inspire de Rescue Raiders, publié par Sir-Tech sur Apple II en 1984. Dans le jeu, deux armées s’affrontent pour le contrôle du territoire adverse. Ces dernières possèdent les mêmes armements, incluant des chars d’assaut, de l’infanterie, des lance-missiles et un hélicoptère. Ce dernier est la seule unité que les joueurs contrôlent en permanence. Il est équipé d’une mitrailleuse, de missiles et de bombes. Il peut de plus transporter des soldats qu’il peut ensuite déposer, ou parachuter. Chaque joueur dispose d’un budget, qui lui permet d’acheter différentes unités au cours de la partie. Les victoires obtenues sur le terrain leur permettent de débloquer des crédits supplémentaires,.

## Accueil
| Armor Alley     |      |       |
| Média           | Pays | Notes |
| Dragon Magazine | US   | 5/5   |
| Joystick        | FR   | 97 %  |